# ستيفان بيترشون
ستيفان بيترشون (بالسويدية: Stefan Pettersson)‏ (مواليد 22 مارس 1963) هو لاعب كرة قدم سابق. سبق له أن لعب في كأس العالم لكرة القدم مع منتخب السويد لكرة القدم.

## روابط خارجية
- ستيفان بيترشون على موقع الاتحاد الدولي (مؤرشف)  (الإنجليزية)
- ستيفان بيترشون على موقع قاعدة بيانات كرة القدم.إي يو (الإنجليزية)
- ستيفان بيترشون على موقع ناشيونال فوتبول تيمز (الإنجليزية)
- ستيفان بيترشون على موقع Soccerway.com (الإنجليزية)
- ستيفان بيترشون على موقع عالم كرة القدم.نت (الإنجليزية)